# エイモス・アロンゾ・スタッグ

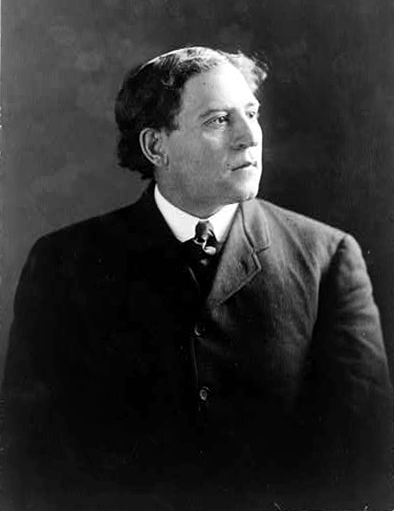
エイモス・アロンゾ・スタッグ

エイモス・アロンゾ・スタッグ（Amos Alonzo Stagg、1862年8月16日 - 1965年3月17日）はアメリカ合衆国のカレッジスポーツ指導者の先駆者。カレッジフットボールで314勝199敗35分けの成績を残した。シカゴ大学時代の1905年、1913年に全米チャンピオンとなった。バスケットボールコーチを1シーズン、野球コーチを19シーズンに渡って務めている。
スタッグはエール大学でエンドとしてプレーし、1889年にオールアメリカンに選ばれた。1951年に選手、指導者としてカレッジフットボール殿堂入りを果たした。選手、指導者のそれぞれで殿堂入りした人物は、彼以降1990年代まで現れなかった。バスケットボール殿堂にも1959年に選ばれた。

## 経歴
ニュージャージー州ウェストオレンジで生まれた。
イェール大学の神学部に進学し、スカル・アンド・ボーンズのメンバーであった。アメリカンフットボール部ではエンドとしてプレーし、1889年、第1回目のオールアメリカンに選ばれた。野球部では投手を務めた。プロ野球選手とはならなかったが、バッティングケージを発明、野球に大きな影響を与えた。
1892年3月11日に初めて行われたバスケットボールの公式戦でもプレーし、5-1で敗れた試合でチーム唯一の得点をあげた。この試合には200人の聴衆が集まった。
1890年、中等教育学校であるウィリストン神学校で初の有給フットボールコーチとなった。週1回神学校でコーチを行うとともに、スプリングフィールド・カレッジでフルタイムコーチとして働いた。
1892年から1932年までは、シカゴ大学のコーチを務め、70歳の時に定年のため退任した。1933年からカリフォルニア州ストックトンのパシフィック大学のコーチとなり、1946年まで務めた。
コーチキャリア中、マンインモーションやハドル、Tフォーメーション、オンサイドキック、ラテラルパス等多くの戦術を編み出した。1940年に公開された映画『Knute Rockne, All American』に自身として出演している。
1947年から1952年まで、ペンシルバニア州のサスケハナ大学で息子のエイモス・ジュニアと共同コーチを務めた。
1953年から1958年までストックトン・カレッジでキッキングのスペシャルチームコーチを務め、96歳の時に退任した。カリフォルニア州ストックトンで102歳で亡くなった。
1924年のパリオリンピックではアメリカ代表陸上競技チームのコーチを務めた。

## 家族
1894年9月10日にステラ・ロバートソンと結婚、2人の間には息子2人、娘1人が生まれた。2人の息子は彼がコーチを務めるシカゴ大学でクォーターバックとしてプレーした。この2人はそれぞれカレッジフットボール指導者となった。
1952年には、孫娘のバーバラ・スタッグが高校の女子バスケットボールチーム指導者となった。

## 影響
イリノイ州パロスヒルズとカリフォルニア州ストックトンには彼の名前にちなんだ高校がある。またシカゴには彼の名前にちなんだ小学校がある。
バージニア州セイラムで行われるNCAAディビジョンIIIフットボール選手権は、スタッグボウルと名付けられた。
スプリングフィールド大学の競技場はスタッグ・フィールドと命名されている。またサスケハナ大学のフットボール競技場は、スタッグ親子にちなんでエイモス・アロンゾ・スタッグ・フィールドと命名された。パシフィック大学のサッカースタジアム及びフットボールスタジアムはエイモス・アロンゾ・スタッグ・メモリアル・スタジアムと命名された。1942年12月2日、マンハッタン計画に携わるエンリコ・フェルミらが、世界で初めて人工的に核分裂連鎖反応を成功させたのは、シカゴ大学のスタッグ・フィールドの地下にある実験炉、シカゴ・パイル1号であった。
ビッグ・テン・カンファレンスのフットボールチャンピオンに贈られるトロフィーは2011年よりスタッグ・チャンピオン・トロフィーと名付けられた。
日本の岡部平太はスタッグに師事し、日本に帰国後の1920年、日本に初めてアメリカンフットボールを紹介した。

## エイモス・アロンゾ・スタッグ・ボウル
1969年から1972年までNCAAディビジョンIIIの2つのボウルゲームの1つであったが、1973年よりNCAAディビジョンIIIのチャンピオンを決める試合となった。
1973年から1982年まではアラバマ州フェニックスシティで開催された。1983年、1984年はオハイオ州キングスアイランドで開催され、フェニックスシティに戻って5シーズン開催された後、フロリダ州ブラデントンで3シーズン開催された。1993年よりバージニア州セイラムで開催されている。